# Rudi Oxenaar
Rudolf Willem Daan (Rudi) Oxenaar (Den Haag, 25 november 1925 - Arnhem, 14 december 2005) was een Nederlands museumdirecteur.
Rudi Oxenaar werkte vaak samen met particuliere verzamelaars, onder wie het verzamelechtpaar Martin en Mia Visser. In 1987 werd de Visser-collectie, een van de meest toonaangevende particuliere verzamelingen van avant-garde kunst in Nederland, overgedragen aan het museum.
In 1963 volgde hij Bram Hammacher op als directeur van het Kröller-Müller Museum. Bij zijn pensioen in 1990 werd hij opgevolgd door Evert van Straaten.
Hij was een oudere broer van Ootje Oxenaar (1929-2017).